# Formica subelongata
Formica subelongata é uma espécie de formiga do gênero Formica, pertencente à subfamília Formicinae.